# Kongeriget Portugal
Kongeriget Portugal var et monarki på den Iberiske Halvø som opstod i 1139 under Alfons 1. og ophørte i 1910, da der opstod revolution. I sin tid bestod den af mange kolonier, hvor hovedlandet var det nuværende Portugal.
38°42′N 9°11′V / 38.7°N 9.18°V